# Junya Osaki
Junya Osaki (født 2. april 1991) er en japansk fodboldspiller, som spiller for den japanske fodboldklub Tochigi SC.